# Estação Botafogo
A Estação Botafogo é uma das estações do metrô da cidade do Rio de Janeiro, situada no bairro de mesmo nome, entre as estações Flamengo e Cardeal Arcoverde, em Copacabana. É uma das estações com integração para o ônibus do metrô, que leva até o bairro da Gávea.
Foi inaugurada em 1981 junto com a Estação Flamengo (na época Morro Azul), recebendo um fluxo de aproximadamente 75 mil passageiros por dia. 
Em 1º de janeiro de 2021 foi noticiado que a empresa MetrôRio, no meio de uma crise, vendeu os direitos de nome da estação para a multinacional Coca-Cola (cuja sede brasileira fica no bairro) numa tentativa de aumento da receita, de forma que a estação passou a se chamar Botafogo / Coca-Cola.
No final de 2022 o contrato de direitos de nome foi finalizado e a estação voltou ao seu nome original Botafogo.

## Plataformas
Plataforma lateral: Linha 1 (Uruguai / Tijuca)
Plataforma central esquerda: Linha 2 (Pavuna)
Plataforma central direita: Linha 4 (Jardim Oceânico / Barra da Tijuca)
Plataforma lateral: Linha 4 (Jardim Oceânico / Barra da Tijuca) e Linha 2 (Terminal Botafogo).

## Acessos
Esta estação possui seis acessos, sendo um deles acessível a pessoas com deficiência.
Os acessos são: 
- Acesso A — São Clemente / Humaitá
- Acesso B — Muniz Barreto
- Acesso C — São Clemente / Praia
- Acesso D — Nelson Mandela
- Acesso E — Mena Barreto
- Acesso F — Voluntários da Pátria

## Tabelas
| Oeste ou norte                    |  |                 |  | Leste ou Sul                                     |
| --------------------------------- |  | --------------- |  | ------------------------------------------------ |
| Flamengo sentido Uruguai / Tijuca |  | Linha 1         |  | Cardeal Arcoverde sentido General Osório/Ipanema |
| Flamengo sentido Pavuna           |  | Linha 2 término |  |                                                  |
| editar no Wikidata                |  |                 |  |                                                  |

| Sigla | Estação  | Inauguração | Capacidade                   | Integração                                         | Plataformas        | Posição     | Notas |
| ----- | -------- | ----------- | ---------------------------- | -------------------------------------------------- | ------------------ | ----------- | ----- |
| BTF   | Botafogo | 1981        | 75 mil passageiros hora/pico | Integração com o Metrô na Superfície para a Gávea. | Laterais e Central | Subterrânea |       |